# عباس سعیدی رضوانی
دکتر عباس سعیدی رضوانی(زاده:۱۳۰۶ مشهد - درگذشت:۳۰ مرداد ۱۳۷۱)، محقق و جغرافی‌دان برجسته ایرانی، استاد جغرافیا و رئیس دانشکده ادبیات و علوم انسانی دکتر علی شریعتی دانشگاه فردوسی مشهد طی سال‌های ۱۳۵۴ تا ۱۳۵۸  و رئیس کتابخانه آستان قدس رضوی در سال ۱۳۵۸ بود.

## تحصیلات
- کارشناسی تاریخ و جغرافیا، دانشکده ادبیات، دانشگاه تهران ۱۳۳۰[نیازمند منبع]
- کارشناسی ارشد جغرافیا، دانشگاه ویسکانسین-مدیسون، آمریکا، ۱۳۳۶[۳]
- دکترای جغرافیا، دانشگاه پاریس، فرانسه، ۱۳۵۰[۴]

## سوابق
وی بعد از اتمام تحصیلات خود در دوره ابتدائی و متوسطه در سال ۱۳۲۶ از دانشسرای مقدماتی مشهد فارغ التحصیل شد و به شغل معلمی مشغول گردید و نیز در این زمان در تألیف کتب درسی تاریخ و جغرافیا همکاری می‌کرد. در سال ۱۳۳۱ با همکاری دوستان «آموزشگاه شبانه بهار» را دایر کرد. پس از چند سال تدریس برای ادامه تحصیل به آمریکا مسافرت کرد و در سال ۱۳۳۶ موفق به دریافت فوق لیسانس از دانشگاه ویسکانسین-مدیسون آمریکا شد و بعد از بازگشت به ایران به ریاست تربیت معلم خراسان منصوب شد.
بعد از تأسیس دانشکده ادبیات در مشهد عضو هیأت علمی گروه جغرافیای این دانشکده شد و علاوه بر تدریس، تصدی امور اداری دانشکده را هم عهده‌دار گردید. در سال ۱۳۴۸ برای ادامه تحصیل عازم فرانسه شد و در سال ۱۳۵۰ با دفاع از رساله خود که در زمینه کشت و صنعت چغندر قند خراسان تهیه کرده بود موفق به اخذ درجه دکترا در جغرافیای انسانی از دانشگاه پاریس شد و پس از بازگشت به ایران معاونت آموزشی دانشکده را درسال‌های ۱۳۵۳ تا ۱۳۵۴ به عهده گرفت و در سال‌های ۱۳۵۴ تا ۱۳۵۸ به ریاست دانشکده ادبیات و علوم انسانی دکتر علی شریعتی دانشگاه فردوسی مشهد منصوب گردید و در سال ۱۳۵۸ بازنشسته شد ولی تا آخرین سال‌های عمر به تدریس در دانشکده ادبیات و فعالیت‌های علمی و پژوهشی در زمینه‌های مختلف جغرافیایی و اسلامی مشغول بود.
پس از انقلاب به‌طور داوطلبانه در حوزه‌های علمی و فرهنگی همکاری کرد که در ذیل به برخی از آنان اشاره می‌شود:
- کمک به تأسیس کمیته امداد امام خمینی در مشهد
- همکاری در تأسیس بنیاد شهید مشهد
- عضویت در شورای فرهنگی آستان قدس رضوی
- اولین سرپرست کتابخانه آستان قدس رضوی (پس از انقلاب) در سال ۱۳۵۸ و از وقف کنندگان عمده کتاب به این کتابخانه.
- مؤسس و مدیر عامل مؤسسه چاپ و انتشارات آستان قدس رضوی از سال ۱۳۶۲ تا پایان عمر
- عضو هیأت امنای کتابخانه آستان قدس رضوی از سال ۱۳۵۹
- عضو هیأت امنای کتابخانه و موزه ملی ملک از سال ۱۳۶۵

### کتاب‌ها
- «کتاب‌های درسی تاریخ و جغرافیای اول تا پنجم دبیرستان(پنج جلد)» (با همکاری دو تن از دبیران دبیرستان‌های مشهد)، مشهد: انتشارات وزارت فرهنگ، ۱۳۳۰ تا ۱۳۳۴
- «ژاپن؛ بحثی درباره مردم و سرزمین ژاپن»، مشهد: انتشارات کتابفروشی باستان، آذر ۱۳۴۳
- «سرخس دیروز و امروز»، مشهد: انتشارات توس، شهریور ۱۳۵۴
- «بینش اسلامی و پدیده‌های جغرافیایی؛ مقدمه‌ای بر جغرافیای سرزمین‌های اسلامی»[۶]، مشهد: بنیاد پژوهش‌های اسلامی آستان قدس رضوی، ۱۳۶۸. (این کتاب به زبان انگلیسی با نام «Islamic Ideology & Geographical Phenomena» توسط Islamic Research Foundation of Astan Quds Razavi ترجمه و چاپ شده‌است.)[۷]
- «گزیده‌ای از مقالات جغرافیایی»، مشهد: مؤسسه چاپ و انتشارات آستان قدس رضوی، مرداد ۱۳۷۲
- Saidi-Rezvani, Abbes (۱۹۷۱), “La production du sucre dans la vallée de Meched”, thèse pour le doctorat de 3 cycle, Université de Paris, Faculté des lettres et sciences humaines

### مقاله‌ها
1. اهمیت آمارگیری در مطالعات اجتماعی و اقتصادی، مجله هیرمند، ۱۳۴۳
2. جغرافیای شهری، مجله دانشکده ادبیات و علوم انسانی دانشگاه فردوسی مشهد/ شماره اول/ سال اول، بهار ۱۳۴۴
3. جغرافیای شهر مشهد، مجله دانشکده ادبیات و علوم انسانی دانشگاه فردوسی مشهد/ شماره دوم و سوم/ سال اول، تابستان و پاییز ۱۳۴۴
4. جغرافیای شهر مشهد و نیشابور (اثر لاکهارت)، مجله دانشکده ادبیات دانشگاه مشهد، پاییز ۱۳۴۴
5. مشهد، ضمیمه شماره ۲-۳ از دوره دوم/ مجله دانشکده ادبیات و علوم انسانی دانشگاه فردوسی مشهد، ۱۳۴۵
6. سیر هنر کاشی سازی، نامه آستان قدس رضوی/ شماره سوم/ دوره هفتم، بهمن ۱۳۴۶
7. جغرافیای نیشابور، مجله دانشکده ادبیات و علوم انسانی دانشگاه فردوسی مشهد/ شماره ۴/ سال سوم، زمستان ۱۳۴۶
8. انقلاب صنعتی و چهره جغرافیایی جهان، مجله دانشکده ادبیات و علوم انسانی دانشگاه فردوسی مشهد/ شماره اول/ سال هشتم، بهار ۱۳۵۱
9. نگاهی به ویژگی‌های ژاپن امروز، مجله دانشکده ادبیات و علوم انسانی دانشگاه فردوسی مشهد/ شماره دوم/ سال هشتم، تابستان ۱۳۵۱
10. سرآغازی بر پژوهش جغرافیایی شمال غربی خراسان، مجله دانشکده ادبیات و علوم انسانی دانشگاه فردوسی مشهد/ شماره دوم/ سال دهم، تابستان ۱۳۵۳
11. تحول پذیری جمعیت سرخس، مجله دانشکده ادبیات و علوم انسانی دانشگاه فردوسی مشهد/ شماره سوم/ سال دهم، پاییز ۱۳۵۳
12. نگاهی به ویژگی‌های انسانی شمال خراسان، مجموعه سخنرانی‌های نخستین سمینار مسائل جغرافیای ناحیه‌ای ایران- مشهد، ۱۳۵۴
13. نظری به انسان به عنوان پدیده حغرافیایی، مجله دانشکده ادبیات و علوم انسانی دانشگاه فردوسی مشهد/ شماره دوم/ سال یازدهم، تابستان ۱۳۵۴
14. پژوهشی در کیفیت مهاجرت‌های روستایی شمال خراسان، مجله دانشکده ادبیات و علوم انسانی دانشگاه فردوسی مشهد/ شماره چهارم/ سال یازدهم، زمستان ۱۳۵۴
15. ویژگی‌های جغرافیایی ناحیه کوهسرخ کاشمر، مجله دانشکده ادبیات و علوم انسانی دانشگاه فردوسی مشهد/ شماره دوم/ سال سیزدهم، تابستان ۱۳۵۶
16. جغرافیای جهل، مجموعه مقالات سمینار جغرافیای جمهوری اسلامی ایران (مشهد-۱۶ تا ۲۰ اردیبهشت ۱۳۶۴)/ شماره یک، ۱۳۶۴
17. مروری بر فلسفه مهاجرت‌های انسانی، فصلنامه تحقیقات جغرافیایی/ شماره اول/ سال اول، تابستان ۱۳۶۵
18. مقدمه‌ای بر جغرافیای کشورهای اسلامی، فصلنامه تحقیقات جغرافیایی، زمستان ۱۳۶۵
19. بینش اسلامی و مناظر جغرافیایی (۶ مقاله)، فصلنامه تحقیقات جغرافیایی/ شماره‌های ۶ تا ۱۱، ۱۳۶۵-۱۳۶۶
20. کاربرد جغرافیا یا جغرافیای کاربردی، فصلنامه تحقیقات جغرافیایی/ شماره ۱/ سال سوم، تابستان ۱۳۶۷
21. پدیده‌های جغرافیایی و بینش اسلامی؛ نمونه شهرک حضرت ابوالفضل (ع)، فصلنامه تحقیقات جغرافیایی/ شماره ۲۰، بهار ۱۳۷۰
22. نگرشی تازه به انسان و فضاهای جغرافیایی، فصلنامه تحقیقات جغرافیایی، تابستان ۱۳۷۰